# 凌晨
凌晨，原指天快亮的时间段，现在通常指子夜到天快亮的这段时间。其中，「凌」意为迫近，「晨」指早上太陽剛出來的時候。二十四小时制的01:00，電台報時會稱為凌晨1時。冬天的時候尚未天亮時，可能有少數人會稱06:00為凌晨6時，但不會有人會稱07:00為凌晨7時，因為在07:00通常已經天亮。
同样是这一段时间，如果以前一天作为出发点，可以稱為深夜。在實際使用上，「深夜」與「凌晨」的差異在於「深夜」通常指前一天晚上的延續，此時會以24時為子夜。而以当天作为出发点，則以0时為子夜。

## 各地的都市傳說
華人地區：午夜十二點至凌晨四點為魔鬼出沒的時間點。通常不可以照鏡子和梳頭，相傳凌晨的時候照镜子会看见一些不干净的东西。因为凌晨時段正是每天中阴气最重的时间，也是鬼魂活动的时间。

西方地區：第1种传说：凌晨的时候不准削苹果，不然会看见未来的“鬼妻”。如果幸运的话，安全的将苹果皮完全削完，将会看见未来的妻子浮现在镜子面前。如果不幸运的话，中途削断了苹果皮，此时将会激怒恶魔。恶魔就会打破镜子并拉进去，进去后再也无法出来。

第2种传说：凌晨三點是最陰的時間，根據洋人的說法：耶穌是在下午3點去世。凌晨三點正好也是牧師休息的時間，無人祈禱。惡魔可以自由出沒。故因此凌晨三點也是最可怕的時間點。據說在這個時間起來的人會感覺到背脊發涼或感覺肩膀好像被人拍了一拍。